# توماس لافانيني
توماس لافانيني (مواليد 22 يناير 1993) هو لاعب اتحاد رغبي أرجنتيني.

## وصلات خارجية
- توماس لافانيني على موقع دوري الرغبي الممتاز (الإنجليزية)
- توماس لافانيني عل موقع إسبنسكروم (الإنجليزية)
- توماس لافانيني على موقع ItsRugby.co.uk (الإنجليزية)